# Cyaniris kolari
Cyaniris kolari är en fjärilsart som beskrevs av Ribbe 1926. Cyaniris kolari ingår i släktet Cyaniris och familjen juvelvingar. Inga underarter finns listade i Catalogue of Life.